# Lehăcenii Tăutului, Noua Suliță
Lehăcenii Tăutului (în ucraineană Зелений Гай, transliterat: Zelenîi Hai, în rusă Зеленый Гай, transliterat: Zelenîi Gai și în germană Lehuczeny Teutului (sau Lehuczeny des Teutul) este un sat reședință de comună în raionul Noua Suliță din regiunea Cernăuți (Ucraina). Are 1,891 locuitori, preponderent  ucraineni (ruteni).
Satul este situat la o altitudine de 137 metri, în partea de centru-sud a raionului Noua Suliță, pe malul stâng al râului Prut. În apropierea satului, la o distanță de 5 km, trece calea ferată Cernăuți-Chișinău-Kiev.

## Istorie
Localitatea Lehăcenii Tăutului a făcut parte încă de la înființare din regiunea istorică Bucovina a Principatului Moldovei. Prima atestare documentară a satului are loc în anul 1754. 
În ianuarie 1775, ca urmare a atitudinii de neutralitate pe care a avut-o în timpul conflictului militar dintre Turcia și Rusia (1768-1774), Imperiul Habsburgic (Austria de astăzi) a primit o parte din teritoriul Moldovei, teritoriu cunoscut sub denumirea de Bucovina. După anexarea Bucovinei de către Imperiul Habsburgic în anul 1775, localitatea Lehăcenii Tăutului a făcut parte din Ducatul Bucovinei, guvernat de către austrieci, făcând parte din districtul Sadagura (în germană Sadagora).  
După Unirea Bucovinei cu România la 27 noiembrie 1918, satul Lehăcenii Tăutului a făcut parte din componența României, în Plasa Prutului a județului Cernăuți. Pe atunci, populația era formată din români și ucraineni, aflați în proporții aproximativ egale. 
Ca urmare a Pactului Ribbentrop-Molotov (1939), Bucovina de Nord a fost anexată de către URSS la 28 iunie 1940, reintrând în componența României în perioada 1941-1944. Apoi, Bucovina de Nord a fost reocupată de către URSS în anul 1944 și integrată în componența RSS Ucrainene. 
În anii postbelici, locuitorii au suferit persecuții din partea autorităților sovietice. În anul 1948 s-a organizat prima gospodărie colectivă, primii săi membri fiind K.A. Molotinski, S. Hnatiuk, P.E. Honciariuc și alții. 
După 1944, au fost deschise în sat două școli elementare, două cluburi, o bibliotecă, un centru de sănătate. Primul președinte al Consiliului de sat a fost Constantin Lozovinski. 
Începând din anul 1991, satul Lehăcenii Tăutului face parte din raionul Noua Suliță al regiunii Cernăuți din cadrul Ucrainei independente. Conform recensământului din 1989, numărul locuitorilor care s-au declarat români plus moldoveni era de 124 (9+115), reprezentând 6,80% din populație . În prezent, satul are 1.891 locuitori, preponderent ucraineni.
Localitatea a inclus și fostul sat Gogolina, Gogulina sau Ober Strojestie.

## Demografie
Componența lingvistică a comunei Lehăcenii Tăutului
     Ucraineană (95,35%)
     Română (3,49%)
     Alte limbi (1,16%)
Conform recensământului din 2001, majoritatea populației comunei Lehăcenii Tăutului era vorbitoare de ucraineană (95,35%), existând în minoritate și vorbitori de română (3,49%).
1930: 640 (recensământ) 
1989: 1.824 (recensământ)
2007: 1.891 (estimare)

### Recensământul din 1930
Componența etnică a comunei Lehăcenii Tăutului (județul Cernăuți)
     Români (17,34%)
     Ruteni (65,14%)
     Polonezi (16,22%)
     Altă etnie (1,3%)
Componența confesională a comunei Lehăcenii Tăutului
     Ortodocși (79,63%)
     Romano-catolici (17,53%)
     Mozaici (1,29%)
     Greco-catolici (1,55%)
Conform recensământului efectuat în 1930, populația comunei Lehăcenii Tăutului se ridica la 1.159 locuitori. Majoritatea locuitorilor erau ruteni (65,14%), cu o minoritate de români (17,34%) și una de polonezi (16,22%). Alte persoane s-au declarat: evrei (10 persoane), germani (4 persoane) și cehi\slovaci (1 persoană). Din punct de vedere confesional, majoritatea locuitorilor erau ortodocși (79,63%), dar existau și mozaici (1,29%), romano-catolici (17,63%) și greco-catolici (1,55%).
Conform recensământului efectuat în 1930, populația comunei Gogolina se ridica la 640 locuitori. Majoritatea locuitorilor erau români (65,62%), cu o minoritate de ruteni (29,68%), una de polonezi (4,53%) și una de cehi\slovaci (0,17%). Din punct de vedere confesional, majoritatea locuitorilor erau ortodocși (93,12%), dar existau și romano-catolici (4,06%) și greco-catolici (2,82%).